# Carcagny
Carcagny – gmina we Francji, w regionie Normandia, w departamencie Calvados.